# Campionati mondiali di slittino 2022
I Campionati mondiali di slittino 2022 furono non ufficialmente la cinquantunesima edizione della rassegna iridata dello slittino, manifestazione organizzata dalla Federazione Internazionale Slittino; detta competizione infatti non viene disputata negli anni olimpici ma, con l'istituzione della nuova specialità del doppio femminile, la federazione internazionale decise di assegnare il mondiale anche nell'anno dei Giochi di Pechino 2022, che venne ufficialmente denominata "prima edizione del campionato mondiale di slittino nel doppio donne". Si tennero il 30 gennaio 2022 a Winterberg, in Germania, sulla Eisarena Winterberg, la stessa sulla quale si svolsero le competizioni iridate nel 1989, nel 1991 e nel 2019, contemporaneamente ai mondiali riservati alla categoria juniores.
Vincitrice della competizione fu la coppia tedesca formata da Jessica Degenhardt e Cheyenne Rosenthal.

## Risultati

### Doppio donne
La gara fu disputata il 30 gennaio 2022 nell'arco di due manches e presero parte alla competizione 28 atlete in rappresentanza di 9 differenti nazioni. Il titolo fu conquistato dalle tedesche Jessica Degenhardt e Cheyenne Rosenthal, entrambe già campionesse mondiali a livello junior ma nella disciplina del singolo, davanti alle connazionali Luisa Romanenko e Pauline Patz, che nella stessa specialità avevano vinto l'oro iridato juniores due giorni prima ed in stagione avevano conquistato la Coppa del Mondo, ed alla statunitensi Chevonne Forgan e Sophia Kirkby, già due volte sul podio in tappe di Coppa del Mondo nella stessa annata.
| Pos. | Atlete                                | Nazione     | Tempo    | Distacco |
| ---- | ------------------------------------- | ----------- | -------- | -------- |
|      | Jessica Degenhardt Cheyenne Rosenthal | Germania    | 1'36"094 |          |
|      | Luisa Romanenko Pauline Patz          | Germania    | 1'36"652 | +0"558   |
|      | Chevonne Forgan Sophia Kirkby         | Stati Uniti | 1'37"278 | +1"184   |
| 4    | Maya Chan Reannyn Weiler              | Stati Uniti | 1'37"377 | +1"283   |
| 5    | Viktorija Ziediņa Selīna Zvilna       | Lettonia    | 1'37"820 | +1"726   |
| 6    | Caitlin Nash Kailey Allan             | Canada      | 1'37"882 | +1"788   |
| 7    | Anda Upīte Sanija Ozoliņa             | Lettonia    | 1'37"921 | +1"827   |
| 8    | Marta Robežniece Kitija Bogdanova     | Lettonia    | 1'38"056 | +1"962   |
| 9    | Anastasija Kropačeva Alëna Starkova   | Russia      | 1'38"351 | +2"257   |
| 10   | Elisa-Marie Storch Elia Reitmeier     | Germania    | 1'38"704 | +2"610   |

## Medagliere
| Pos.   | Nazione     | Oro | Argento | Bronzo | Totale |
| ------ | ----------- | --- | ------- | ------ | ------ |
| 1      | Germania    | 1   | 1       | 0      | 2      |
| 2      | Stati Uniti | 0   | 0       | 1      | 1      |
| Totale | Totale      | 1   | 1       | 1      | 3      |